# دشمنان نزدیک (فیلم ۲۰۱۸)
دشمنان نزدیک (فرانسوی: Frères ennemis‎) یک فیلم سینمایی بلژیکی-فرانسوی به نویسندگی و کارگردانی دیوید اولهوفن محصول سال ۲۰۱۸ است. این فیلم برای رقابت در بخش اصلی هفتاد و پنجمین دوره جشنواره بین‌المللی فیلم ونیز انتخاب شد.